# Neue Bach-Ausgabe

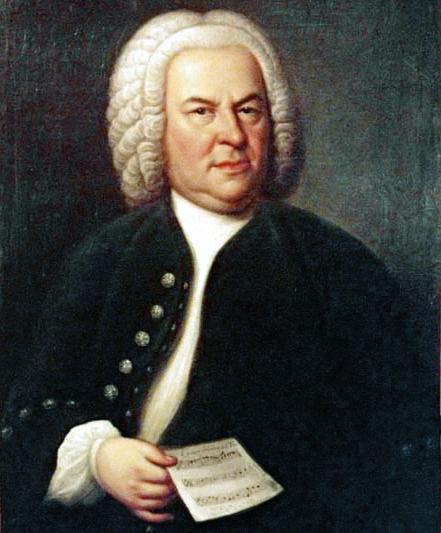
Johann Sebastian Bach.

Con Neue Bach-Ausgabe (tedesco, "nuova edizione bachiana") ci si riferisce alla seconda edizione completa delle composizioni di Johann Sebastian Bach, edita dalla Bärenreiter.
Il nome esteso della raccolta, curata dallo Johann-Sebastian-Bach-Institut di Gottinga e dal Bach-Archiv di Lipsia, è Johann Sebastian Bach: Neue Ausgabe sämtlicher Werke ("Johann Sebastian Bach: nuova edizione dei lavori completi").

## Storia
Quando Bach morì, nel 1750, la maggior parte delle sue composizioni non erano state pubblicate. La prima edizione completa dei suoi lavori venne data alle stampe nella seconda metà del XIX secolo dalla Bach-Gesellschaft con il titolo di Bach-Gesellschaft Ausgabe.
Poiché l'opera presentava diversi errori e poiché erano stati scoperti numerosi nuovi documenti e spartiti, la Neue Bachgesellschaft, intorno al 1950, propose l'idea di pubblicare una seconda edizione critica completa degli spartiti di Johann Sebastian Bach. Il progetto si concretizzò grazie ai musicologi Friedrich Blume, Max Schneider, Heinrich Besseler e Friedrich Smend, finanziati da Bernhard Sprengel e Otto Benecke e sostenuti dall'editore Karl Vötterle.
Siccome, all'epoca, la Germania era ancora divisa in due, la Neue Bachgesellschaft raccomandò di realizzare il progetto coinvolgendo esperti da Gottinga, nella Germania Ovest, e da Lipsia, nella Germania Est, in modo da sottolineare come il patrimonio culturale di Bach appartenesse a tutti. Il lavorò venne coordinato da Werner Neumann, direttore del Bach-Archiv, e da Alfred Dürr, direttore dello Johann-Sebastian-Bach-Institut.
Nel 1951 il governo scelse, come editore, la Bärenreiter di Kassel, e, nel 1954, la Deutscher Verlag für Musik di Lipsia. La durata del progetto venne inizialmente stimata in circa vent'anni, ma gli approfondimenti sulle fonti richiesero più tempo del previsto. Il primo volume apparve nel 1954 e l'edizione venne ultimata nel 2007.
La Neue Bach-Ausgabe fornisce una versione filologicamente affidabile delle partiture di Bach. La sua realizzazione permise di ritrovare alcune opere che si credevano perdute e di dimostrare la non paternità di Bach di altre composizioni. L'esame delle fonti, inoltre, permise la correzione della cronologia di alcuni suoi brani.
Nel 2001 la Deutscher Musikverlegerverband premiò la Neue Bach-Ausgabe con un premio speciale come riconoscimento per la sua attività. Nel febbraio 2010 il Bach-Archiv annunciò che avrebbe provveduto alla revisione di tutti i volumi, aggiungendo nuove fonti e controllando quelle già presenti. La prima opera ripubblicata fu la Messa in Si minore BWV 232. Sono previsti circa quindici volumi, che includeranno le cantate del periodo di Weimar (cinque composizioni), la Passione secondo Giovanni BWV 245, alcuni mottetti, le sonate e partite per violino, le suite per violoncello e diversi altri pezzi.

## Contenuti
L'opera è costituita da più di 100 volumi, più una serie di analisi critiche e una di volumi supplementari:
- I - Cantate (47 volumi).
- II - Messe, passioni e oratori (12 volumi).
- III - Mottetti, corali, lieder spirituali e arie (4 volumi).
- IV - Composizioni per organo (11 volumi).
- V - Composizioni per clavicembalo e per liuto (14 volumi).
- VI - Musica da camera (5 volumi).
- VII - Composizioni per orchestra (7 volumi).
- VIII - Canoni, Offerta musicale, L'arte della fuga (3 volumi).
- IX - Addenda (circa 7 volumi).
- Supplementi e documenti bachiani (9 volumi).

Ogni volume contiene una prefazione e una selezione in facsimile delle fonti. Inoltre, per ogni volume, un testo a parte illustra tutte le fonti di ogni singola composizione, presenta tutte le informazioni attendibili sulla storia dei brani e discute i vari problemi editoriali. Insieme alle opere complete, inoltre, sono pubblicati anche i frammenti di composizioni.

## Editori
- Dietrich Kilian, 1958
- Dietrich Kilian, Alfred Dürre Klaus Hofmann, furono autori di Kritischer Bericht (Critical report).